# Thanh mộng Junior
Thanh mộng Junior (tiếng Trung: 聲夢JUNIOR, tiếng Anh: STARS Junior Academy), tên cũ là Trại hè Thanh mộng (聲夢Summer Camp), là chương trình thực tế tìm kiếm tài năng ca hát được chế tác bởi Công ty hữu hạn quảng bá truyền hình Hong Kong. Chương trình phát sóng vào Chủ nhật hàng tuần lúc 20:30 - 22:00 trên TVB Jade vào ngày 27/2/2022. Chương trình này là một chương trình trong "TVB Sales Expo 2022". Thanh mộng Junior phiên ngoại bản (聲夢JUNIOR番外篇) ghi lại quá trình tham gia của học viên Junior và các bài nhạc đệm nhỏ trong đó, phát sóng trên MyTV SUPER.

## Bối cảnh
Tiếp nối tinh thần của chương trình "Thanh mộng truyền kỳ", trao cơ hội đào tạo hát nhảy cho 18 thí sinh độ tuổi từ 11 đến 15 có chí hướng biểu diễn nghệ thuật. Những thí sinh lọt vào vòng trong sẽ được sắp xếp đào tạo khác nhau, cũng có cơ hội đi theo các học viên hoặc huấn luyện viên của "Thanh mộng truyền kỳ" học nghệ thuật. 4 thí sinh chiến thắng cuối cùng sẽ tham gia thi "Thanh mộng truyền kỳ 2".

## Đoàn đội chế tác
Tổng giám đốc chương trình: Quách Vĩ Lượng 
Huấn luyện viên cấp sao:
- Supper Moment (Cố vấn kiêm chỉ đạo đội nhạc)
- Cúc Tử Kiều (Chủ nhiệm huấn đạo kiêm chỉ đạo hình tượng)
- Sunny Wong (Cố vấn kiêm chỉ đạo biểu diễn)
- Liên Thi Nhã (Đại sứ thư giản)
- Đàm Gia Nghi (Chủ nhiệm khang lạc)
- Christine Samson (Cố vấn kiêm chỉ đạo ca hát)

Trợ giáo: Hà Tấn Lạc, Tiển Tĩnh Phong, Thái Khải Dĩnh, Lâm Quân Liên, Huỳnh Dịch Bân, Văn Khải Đình
Khách mời: Huỳnh Dực, Ngô Nhược Hy, Đường Muội, Quan Tâm Nghiên, Hồ Hồng Quân, Viêm Minh Hy, Diêu Trác Phi, Chung Nhu Mỹ, Trương Trì Hào, Chiêm Thiên Văn, Phan Tĩnh Văn, Lâm Chỉ Nghệ, Tôn Hán Văn, Lâm Trí Lạc

## Thí sinh
Sau một cuộc tuyển chọn quy mô lớn, tổ chế tác đã chọn ra 28 bạn nhỏ tiềm năng để tham gia huấn luyện, sau đó chọn ra 18 bạn ưu tú để thăng cấp, trong đó thí sinh lọt vào vòng trong nhỏ tuổi nhất chỉ mới 11 tuổi.
| Tên thí sinh      | Tên thí sinh | Tên thí sinh | Tuổi lúc dự thi | Sở trường chuyên môn và đặc sắc cá nhân | Bài biểu diễn tuyển chọn                   |
| Tiếng Việt        | Tiếng Trung  | Tiếng Anh    | Tuổi lúc dự thi | Sở trường chuyên môn và đặc sắc cá nhân | Bài biểu diễn tuyển chọn                   |
| Vocal Group       | Vocal Group  | Vocal Group  | Vocal Group     | Vocal Group                             | Vocal Group                                |
| ----------------- | ------------ | ------------ | --------------- | --------------------------------------- | ------------------------------------------ |
| Đặng Hiểu Ân      | 鄧曉殷       | Kiele        | 14              | Piano, Cello, Ballet                    | It's Over, Isn't It                        |
| Trang Ân Nguyệt   | 莊殷玥       | Vici         | 14              | Thanh nhạc, nhảy múa                    | 海闊天空/ Trời cao biển rộng               |
| Lưu Chỉ Tình      | 劉芷晴       | Elsa         | 14              | Violon                                  | 終身美麗/ Vẻ đẹp trọn đời                  |
| Trương Gia Duyệt  | 張嘉悅       | Nicole       | 13              | Ca hát, nhảy múa                        | —                                          |
| Dương Bỉnh Di     | 楊秉頤       | Caitlin      |                 | Guitar, Piano, Violon, Ballet           | 命硬/ Mạng cứng                            |
| Dance Group       |              |              |                 |                                         |                                            |
| Lưu Chỉ Quân      | 劉芷君       | Aster        | 14              | Guitar, Piano, ABRSM Vocal              | 特務J/ Đặc vụ J                            |
| Mậu Quân Hy       | 繆昀希       | Charlotte    | 12              | Flute, nhảy múa                         | 狂野之城/ Thành phố hoang dã               |
| Tiển Dịch Du      | 冼奕瑜       | Jasmine      | 13              | Vẽ, Ukulele                             | 戀愛預告/ Dự báo yêu đương                 |
| Lương Hủ Ninh     | 梁栩寧       | Haily        | 14              | Cổ tranh, Flute, Piano                  | —                                          |
| Ngũ Tử Du         | 伍梓瑜       | Tate         | 13              | ABRSM Singing                           | —                                          |
| Luơng Thiện Tri   | 梁善知       | Crystal      | 14              | Nhảy múa, Guitar                        | Price Tag                                  |
| Band Group        |              |              |                 |                                         |                                            |
| Trương Nặc Dân    | 張鍩民       | Breman       | 14              | Trống, Piano, Guitar                    | 追/ Truy                                   |
| Hạ Chính          | 夏政         | Vincent      | 14              | Saxophone, nhạc lý, thanh nhạc          | 真的愛你/ Thật sự yêu em                   |
| Đồng Văn          | 童文         | Ricky        | 13              | Piano, Ukulele, sáo dọc                 | 天黑黑/ Trời tối đen                       |
| Trương Tĩnh Phong | 張靖風       | Luffy        | 11              | Guitar mộc                              | 最後晚餐/ Bữa tối cuối cùng                |
| Lục Trác Khiêm    | 陸卓謙       | Jeffrey      | 13              | Piano, nhạc lý                          | 只想一生跟你走/ Chỉ muốn cả đời đi cùng em |
| Ngu Tuấn Kỳ       | 虞浚圻       | Kingsley     | 15              | Piano                                   | 我不如/ Anh chẳng bằng                     |
| Huỳnh Khả Lâm     | 黃可琳       | Isabel       | 14              | Piano, Guitar                           | 分分鐘需要你/ Mỗi phút giây đều cần anh    |

## Nội dung mỗi tập

### Vòng thi đấu 1: Tập 1 (Thử thách bài hát tự chọn "Nghe mù")
- Các học viên lấy chủ đề "Bài hát tặng cho cha mẹ", ghi âm lại bài hát tự chọn. Ca sĩ khác mời Hồ Hồng Quân, Quan Tâm Nghiên, Ngô Nhược Hy, Huỳnh Dực, Đường Muội đưa ra nhận xét thông qua "nghe mù" (chỉ nghe đoạn ghi âm), và chọn ra ba người ghi điểm cao nhất và ba người ghi điểm thấp nhất.[8][9]

| Tên               | Bài hát biểu diễn                              | Hát gốc          | Kết quả          |
| ----------------- | ---------------------------------------------- | ---------------- | ---------------- |
| Lưu Chỉ Quân      | 約定/ Ước định                                 | Vương Phi        | Cao điểm nhất 1  |
| Hạ Chính          | 分分鐘需要你/ Mỗi phút giây đều cần em         | Lâm Tử Tường     | —                |
| Huỳnh Khả Lâm     | 我的宣言/ Tuyên ngôn của tôi                   | Châu Bách Hào    | Cao điểm nhất 3  |
| Đặng Hiểu Ân      | 女神/ Nữ thần                                  | Trịnh Hân Nghi   | —                |
| Trang Ân Nguyệt   | 海闊天空/ Trời cao biển rộng                   | Beyond           | —                |
| Trương Nặc Dân    | 追/ Truy                                       | Trương Quốc Vinh | Thấp điểm nhất 2 |
| Dương Bỉnh Di     | 追/ Truy                                       | Trương Quốc Vinh | —                |
| Lương Hủ Ninh     | 牆紙/ Tường giấy                               | Dung Tổ Nhi      | Thấp điểm nhất 3 |
| Trương Tĩnh Phong | Kong                                           |                  | —                |
| Ngu Tuấn Kỳ       | 那有一天不想你/ Không có ngày nào không nhớ em | Lê Minh          | Thấp điểm nhất 1 |
| Mậu Quân Hy       | 次元壁/ Thứ nguyên bích                        | Lâm Hân Đồng     | Cao điểm nhất 2  |
| Lương Thiện Tri   | 第一志願/ Lựa chọn đầu tiên                    | Lôi Sâm Vũ       | —                |

### Vòng thi đấu 2: Tập 2 (Các nhóm quay MV đối quyết)
- Các học viên được phân thành 3 đội Dance Group, Vocal Group và Band Group, các trợ giáo và huấn luyện viên dẫn dắt tiến hành huấn luyện và quay MV, tham gia vào lĩnh vực sở trường của đội, tất cả thành viên đội chiến thắng sẽ vào top 10 chung kết.[2]
- Giám khảo: Đỗ Tự Trì, Cúc Tử Kiều, Lưu Dịch Thăng, Đàm Gia Nghi, Đồ Dục Lân, Christine Samson.

| Đội         | Bài hát biểu diễn                            | Hát gốc     | Kết quả           |
| ----------- | -------------------------------------------- | ----------- | ----------------- |
| Dance Group | Bad Romance                                  | Lady Gaga   | Cả đội vào top 10 |
| Vocal Group | 沒有你還是愛你/ Không có anh vẫn còn yêu anh | Lâm Ức Liên | —                 |
| Band Group  | It's Alright                                 | Tự sáng tác | —                 |

### Vòng thi đấu 3: Tập 3 - 4 (Chung kết)
- Tập 3: Bán kết
- Tập 4: Chung kết
- Vì Dance Group đạt hạng 1 vòng đấu nhóm nên cả đội 6 thành viên đều được vào thẳng top 10 chung kết. 4 suất còn lại, ngoài phần thể hiện của hai nhóm thí sinh còn lại trong phần thi nhóm, kết quả đánh giá "mù nghe" trước đó của 12 thí sinh tham gia cũng sẽ được tính điểm. 4 vị trí cuối cùng vào chung kết sẽ được công bố ngay tại chỗ trong thời gian diễn ra cuộc thi, vì vậy các thí sinh cần chuẩn bị trước bài hát thi đấu, để bị gọi lên sân khấu ứng chiến bất cứ lúc nào. Ê-kíp sản xuất đã tung ra các ca khúc chuẩn bị của 18 thí sinh vào ngày 18/3.[10]
- Giám khảo:  Đỗ Tự Trì, Cúc Tử Kiều, Lưu Dịch Thăng, Đàm Gia Nghi, Đồ Dục Lân, Christine Samson.

     Top 4, vào thẳng "Thanh mộng truyền kỳ 2".
      Sau khi thua cuộc đã tham gia tuyển chọn "Thanh mộng truyền kỳ 2", thành công vào vòng trong.
| Tập                       | Thứ tự thi đấu            | Tên                               | Bài hát biểu diễn                        | Hát gốc            | Thứ hạng |
| ------------------------- | ------------------------- | --------------------------------- | ---------------------------------------- | ------------------ | -------- |
| 3                         |                           |                                   |                                          |                    |          |
| 1                         | Lưu Chỉ Quân              | 我輸不起/ Em không thể thua       | Cúc Tử Kiều                              |                    |          |
| 2                         | Mậu Quân Hy               | 跳舞街/ Phố khiêu vũ              | Trần Tuệ Nhàn                            | 3                  |          |
| 3                         | Tiển Dịch Du              | 真話的清高/ Thanh cao của sự thật | Viêm Minh Hy                             | —                  |          |
| 4                         | 4                         | Lương Hủ Ninh                     | 囍帖街/ Phố thiệp mừng                   | —                  | Tạ An Kỳ |
| 4                         | 5                         | Lương Thiện Tri                   | 愛情陷阱/ Cạm bẫy tình yêu               | Đàm Vịnh Lân       | 1        |
| 4                         | 6                         | Ngũ Tử Du                         | 願/ Nguyện                               | Lâm Ức Liên        | —        |
| 4                         | 7                         | Dương Bỉnh Di                     | Hopelessly Devoted To You                | Olivia Newton-John | 2        |
| 4                         | 8                         | Đặng Hiểu Ân                      | If I Ain’t Got You                       | Alicia Keys        | 4        |
| 4                         | 9                         | Huỳnh Khả Lâm                     | 交換溫柔/ Dịu dàng trao đổi              | Trịnh Tú Văn       | —        |
| 4                         | 10                        | Trang Ân Nguyệt                   | 假如/ Giá như                            | Đỗ Lệ Sa           | 4        |
| Chưa thể thăng cấp top 10 | Chưa thể thăng cấp top 10 | Lưu Chỉ Tình                      | 真話的清高/ Thanh cao của sự thật        | Viêm Minh Hy       | —        |
| Chưa thể thăng cấp top 10 | Chưa thể thăng cấp top 10 | Trương Gia Duyệt                  | 下一站天后/ Trạm kế tiếp là thiên hậu    | Twins              | —        |
| Chưa thể thăng cấp top 10 | Chưa thể thăng cấp top 10 | Trương Nặc Dân                    | 飛花/ Hoa bay                            | Lý Khắc Cần        | —        |
| Chưa thể thăng cấp top 10 | Chưa thể thăng cấp top 10 | Lục Trác Khiêm                    | 一生中最愛/ Yêu nhất trong một đời       | Đàm Vịnh Lân       | —        |
| Chưa thể thăng cấp top 10 | Chưa thể thăng cấp top 10 | Ngu Tuấn Kỳ                       | 明年今日/ Ngày này năm sau               | Trần Dịch Tấn      | —        |
| Chưa thể thăng cấp top 10 | Chưa thể thăng cấp top 10 | Trương Tĩnh Phong                 | 我不如/ Anh chằng bằng                   | Tăng Tỉ Đặc        | —        |
| Chưa thể thăng cấp top 10 | Chưa thể thăng cấp top 10 | Đồng Văn                          | 戀愛預告/ Dự báo yêu đương               | Lâm San San        | —        |
| Chưa thể thăng cấp top 10 | Chưa thể thăng cấp top 10 | Hạ Chính                          | 時間都去哪兒了/ Thời gian đều đi đâu rồi | Vuơng Tranh Lượng  | —        |

## Ký sự
- Tháng 7/2021: TVB mở buổi chiêu mộ cho chương trình này.[13]
- Ngày 19/7/2021: Kết thúc chiêu mộ.[13]
- Ngày 21/11/2021: Ghi hình trận chung kết của chuơng trình.[14]
- Ngày 6/3/2022: Vì phát sóng "Nhiệm vụ bất khả năng" lúc 20:30-21:00 và "Đồng lòng cùng nhau chống dịch" lúc 21:00-22:30, chương trình hoãn phát sóng.

## Tỉ suất lượt xem
| Tập | Ngày phát sóng | Tỉ suất lượt xem phát sóng truyền hình | Chú thích |
| --- | -------------- | -------------------------------------- | --------- |
| 1   | 27/2/2022      | 16.8 điểm                              | [ 15 ]    |
| 2   | 13/3/2022      | 12.9 điểm                              | [ 16 ]    |
| 3   | 20/3/2022      | 12.7 điểm                              | [ 17 ]    |
| 4   | 27/2/2022      | 14.8 điểm                              | [ 18 ]    |